# ステディ×スタディ
『ステディ×スタディ』は、2004年3月25日にアイディアファクトリーから発売されたPlayStation 2用ソフト、およびそれを基としたOVA。

## ゲーム概要
アイディアファクトリーの男性向け恋愛ゲームブランド「アイエフメイト」の第1作。会社が原宿に移転したのを機に、「オシャレの最先端の街を活かして、アニメーションの製作とあわせて作ろう」という企画が立ち上がった。しかし社内に恋愛ゲームのノウハウはまったくなく、新しいスタッフでゼロから作る運びになった。
そのためか、ゲーム中にはアニメーションシーンがふんだんに盛り込まれる一方で、後の作品に比べて操作系がまだ充実しておらず、この種のゲームが一般的に実装しているクリア後のCG鑑賞モードもない。
恋愛の対象となるヒロインは4名。ゲーム内容は、小雪・玲香・芽衣を中心とした演劇部編と、望が主役となる勉強部編の2つに大別される。

## ゲームシステム
特定の場所で左右を自由に見回せるASV (Around Search View) システムを搭載。喫茶店で話し相手に顔を向けたり、授業中に隣の席の女の子を見つめたりできる。見ている方向によって新たな発見をする可能性がある反面、よそ見をしたせいで何かを見逃すこともありうる。

## ストーリー
原宿の私立神森学園に通う仲根マコトは、これまで流されるままに日常を過ごしてきた。
ある日彼は突然友人に演劇部への入部を頼まれ、幼馴染の女の子からは勉強部への入部を迫られる。

## 登場人物

### メインキャラクター
中根 マコト（なかね マコト）
声 - 伊藤舞子
主人公の少年。能力も性格も中庸的。まわりの空気に流されやすい一方、将来の夢を見つけられず焦っている。
斉藤 小雪（さいとう こゆき）
声 - 橋本京子
マコトのクラスメイトで、隣の席の子。教室ではおとなしいが、大好きな演劇に関することでは打って変わって活発になる。
星 玲香（ほし れいか）
声 - 野中藍
演劇部所属。成績は悪いが、絵画や服飾デザインに関してはプロ並みの能力を持つ。かなりのオタク趣味でコスプレ好きであり、合宿所では猫耳をつけていた。
安倍川 望（あべかわ のぞみ）
声 - 広橋涼
マコトの幼馴染。望という名前が「もち」と読めることから、安倍川もちにちなんで「もっちー」というあだ名で呼ばれているが本人は嫌っている。頭脳は明晰だが行動は傍若無人であり、謎のクラブ「勉強部」設立のためにマコトを勧誘する。
上原 芽衣（うえはら めい）
声 - 三五美奈子
演劇部所属。控えめでさっぱりした性格。シンガーソングライター志望で、休日には代々木公園でギターを奏でている。

### サブキャラクター
若林 哲（わかばやし さとる）
声 - 桜井泰平
マコトの親友。両親が俳優で、自らも演劇部の部長を務める。都合が悪くなると現実逃避をする癖がある。
薄井 遥（うすい はるか）
声 - 高橋あみか
演劇部所属。影があるけれども影の薄い少女。
佐倉 萌（さくら もえ）
声 - 猪口有佳
勉強部所属。マコトの遠縁の親戚。アイドルのようにかわいらしく、人懐っこい。
北川 なつみ（きたがわ なつみ）
声 - 谷優子
演劇部の会計で、茶道部にも所属している。お金に細かい。眼鏡の反射のせいで彼女の素顔は見えない。
来生 里香（きすぎ りか）
声 - 谷優子
勉強部の顧問。望の叔母だが、まだ若い女性なので「おばさま」と呼ばれることを嫌がっている。
白銀 洸一（しろがね こういち）
勉強部所属。聡明な美形。望のことが好きで、彼女のために入部した。
野々宮 玲二（ののみや れいじ）
勉強部所属。学園の秀才四天王と呼ばれるほどの優等生。佐倉萌に一目ぼれしてしまう。
柏木 京介（かしわぎ きょうすけ）
勉強部所属で、秀才四天王と呼ばれるうちの一人である。何事にも動じない性格。
安川先生（やすかわせんせい）
演劇部の顧問。初老の男性だが、かつては児童劇団に所属していたという。常に白いスーツ姿である。

### OVA版キャラクター
切詰 たまえ（きりつめ たまえ）
声 - 高橋あみか
演劇部への予算を削減しようとする、物語上の敵役。
我満 四郎（がまん しろう）
同じく予算削減側の男。

## ゲームスタッフ
- 企画・プロデュース - 桑名真吾
- 製作プロデュース - 佐藤嘉晃
- ゲームディレクター - 岩田修平
- アニメーションディレクター - 川村裕之
- 脚本 - 南原順[1]
- キャラクターデザイン - 平野克幸[1]
- アニメーション作画監督 - 大貫健一[1]
- サウンド - 吉川健一
- オープニングテーマ「NO WHERE GIRL」
  - 歌 - 片山さゆり
- エンディングテーマ「PARADISE is OVER」
  - 作詞 - 桑原永江 / 作曲 - 吉川慶 / 歌 : 片山さゆり

## OVA
2004年5月26日にキングレコードから販売された。マコトと小雪を主役に、つぶれかけた演劇部が再建を目指して奔走する姿を描く。

## 関連商品

### 書籍
- ステディ×スタディ 公式設定&攻略ガイド（NTT出版）ISBN 4-7571-8157-4

### CD
いずれも株式会社ぴっころから発売された。
- ステディ×スタディ オリジナルドラマCD「史上最低ヴァカンス（仮）」
- ステディ×スタディ キャラクターソングCD
  - 風がささやく時（斉藤小雪）
  - 星からの手紙（上原芽衣）
  - ジーク！勉強部（安倍川望）
  - 明日へGo!Go!（星玲香）